# Luisetaines
 Luisetaines  es una población y comuna francesa, en la región de Isla de Francia, departamento de Sena y Marne, en el distrito de Provins y cantón de Donnemarie-Dontilly.

## Demografía
| 215 | 194 | 176 | 185 | 197 | 208 |
| Para los censos de 1962 a 1999 la población legal corresponde a la población sin duplicidades (Fuente: INSEE [Consultar]) |     |     |     |     |     |